# توپولف تو-۱۱۰
توپولف تو-۱۱۰ (به انگلیسی: Tupolev Tu-110) یک هواگرد ساختِ کارخانهٔ توپولف در کشور اتحاد جماهیر سوسیالیستی شوروی است. این هواگرد برای نخستین بار در ۱۱ مارس ۱۹۵۷ میلادی مورد استفاده قرار گرفت.